# 勒伊
勒伊（法語：Reuilly，法語發音：[ʁœji] ⓘ），法国中部城市，中央-卢瓦尔河谷大区安德尔省的一个市镇，隶属于伊苏丹区，其市镇面积为25.8平方公里，2022年1月1日时人口数量为2,009人，在法国城市中排名第5,302位。
勒伊位于安德尔省东北部，隔阿爾農河与泰奥勒河与谢尔省接壤，奥尔良－蒙托邦铁路由此通过并设有一个车站。勒伊因拉费泰城堡以及同名葡萄酒而闻名。

## 地名来源
“勒伊”一名来源于人物，后者可能为一个罗马封建领主，其生平尚有待考证。

## 历史
勒伊历史上长期为贝里地区的一个普通村落，中世纪时当地出现教堂。17世纪中期，当地的封建领主邀请弗朗索瓦·芒萨尔在此修建拉费泰城堡。法国大革命后，勒伊成为安德尔省的一个市镇，工业革命期间，奥尔良－蒙托邦铁路由此通过并设站，当地人口数量有少量增加。

## 地理

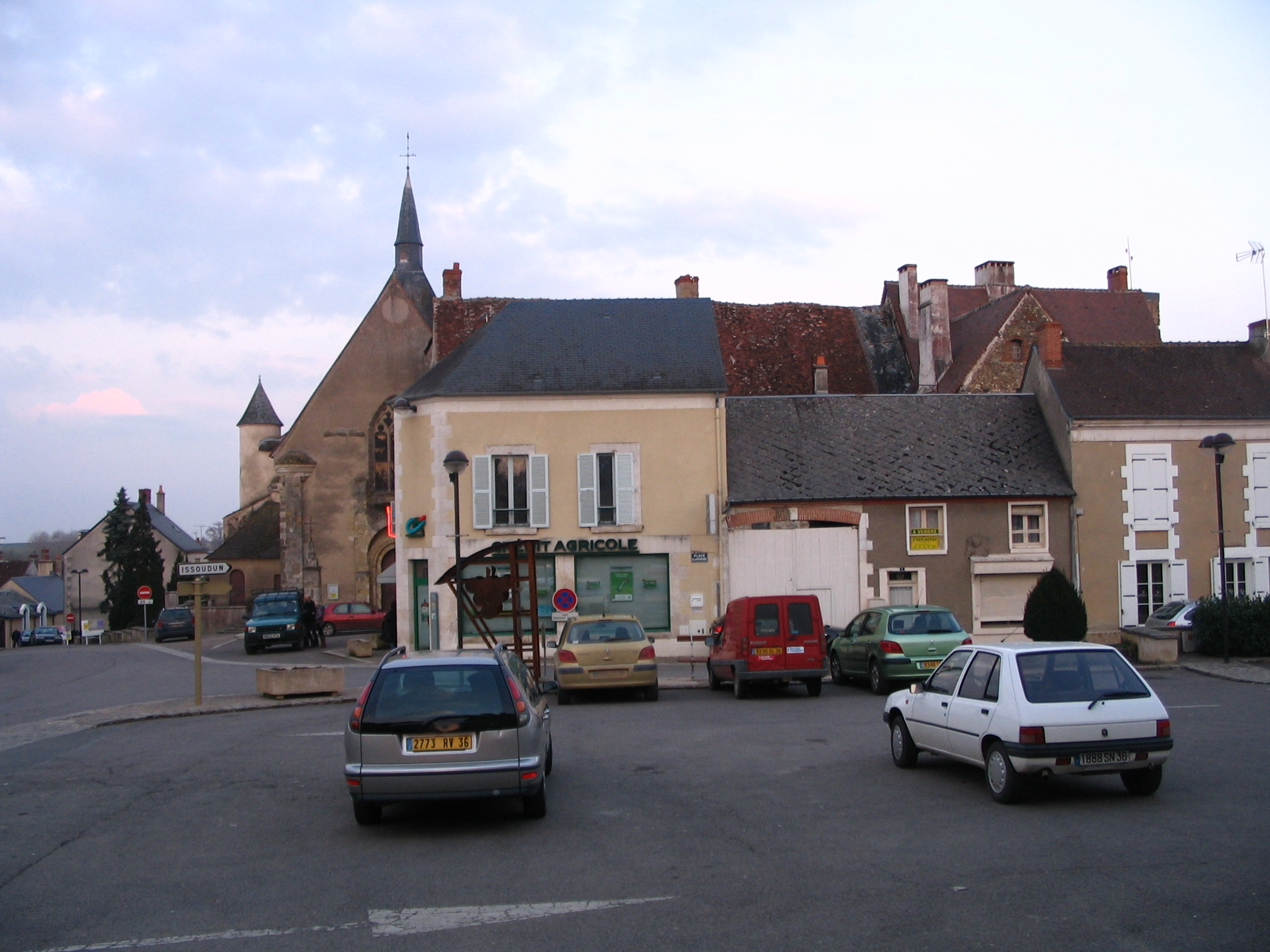
勒伊镇中心

勒伊位于法国中部，中央-卢瓦尔河谷大区南部和安德尔省东北部，与谢尔省接壤，距离省会沙托鲁大约45公里。与勒伊接壤的市镇包括：谢里、拉兹奈、迪乌、日鲁、波迪、圣皮埃尔德雅尔。

### 地形
勒伊位于贝里地区腹地，境内地势平坦，少量地区为浅丘地貌，全境海拔在107到167米之间。

### 水文
阿爾農河与泰奥勒河自南向北流经境内东部，属于卢瓦尔河水系。

### 植被
勒伊属于温带落叶林区，林地主要分布于河流两岸，市区西部有大片的葡萄酒田。

### 气候
勒伊在柯本气候分类法中属于温带海洋性气候。

## 行政区划
勒伊是法国中央-卢瓦尔河谷大区安德尔省的一个市镇，编号为36171。勒伊隶属于伊苏丹区、勒夫鲁县和安德尔省第二选区，同时也是伊苏丹地区市镇公共社区的组成部分。
法国国家统计与经济研究所（简称）在进行数据统计时，未将勒伊划入任何城市核心区或城市区，并将勒伊市镇整体设为一个“块区”（IRIS）。

## 交通

### 公路
多条安德尔省省道在勒伊境内交汇，中央-卢瓦尔河谷大区下属的城际客运提供巴士线路，往返于维耶尔宗和伊苏丹之间。
2017年，70%的勒伊家庭拥有至少一辆的私人汽车。2016年，勒伊境内共发生各类交通事故1起，造成1人受伤。

### 铁路
勒伊位于奥尔良－蒙托邦铁路上。勒伊站位于市区内，是一个无人看守的铁路乘降所，停靠往返于奥尔良和沙托鲁一线的区域列车。

### 航空
距离勒伊最近的民用航空站为图尔卢瓦尔河谷机场，距离勒伊市中心的公路里程约120公里。

### 城市公共交通
勒伊暂无城市公共交通系统。伊苏丹城郊巴士（商业名称为）每周三和六各有一班车可直达伊苏丹市区，免费向公众开放。

## 政治

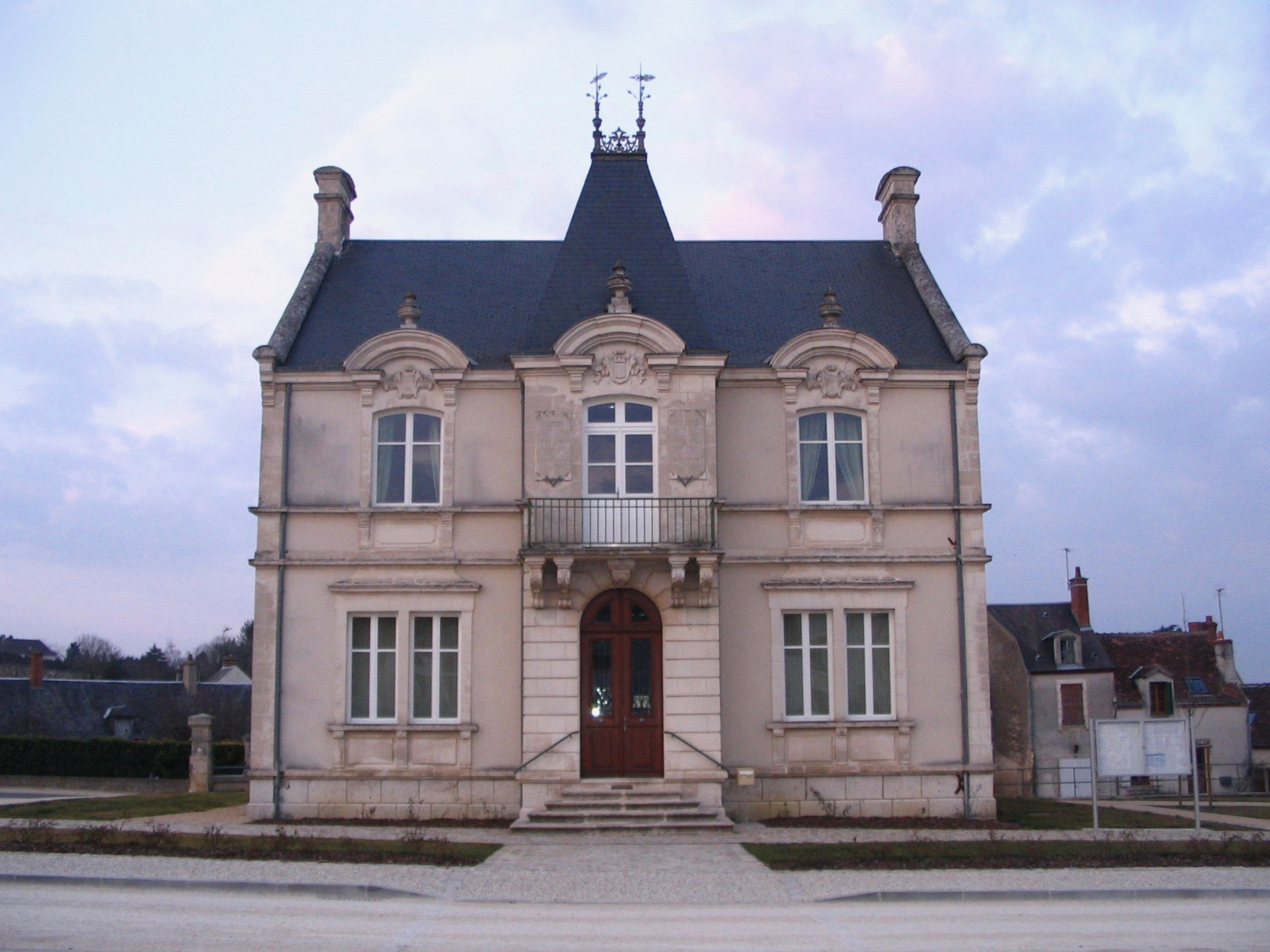
勒伊市政厅

勒伊的现任市长为伊夫·盖纳尔先生（Yves Guesnard），他是一名右翼无党派人士，在2020年的市政选举中获得了55.67%的支持率。
在2017年的法国总统大选中，法国第25任总统埃马纽埃尔·马克龙在勒伊获得了61.59%的支持率。

## 人口
2017年，勒伊市镇人口数量为2,025，在法国排名第5,302位。其中男性983人，女性1,042人，75岁及以上人口占9.5%，外籍人口数量为351人，人口密度为78人/平方公里，当地居民被称为（男性）或（女性）。2018年，勒伊境内出生17人，死亡人口26人。
| 年份   | 1936  | 1946  | 1954  | 1962  | 1968  | 1975  | 1982  | 1990  | 1999  | 2004  | 2009  | 2014  | 2018  |
| ------ | ----- | ----- | ----- | ----- | ----- | ----- | ----- | ----- | ----- | ----- | ----- | ----- | ----- |
| 人口數 | 1,918 | 2,078 | 2,058 | 2,011 | 2,020 | 2,036 | 2,017 | 1,952 | 1,963 | 1,960 | 2,060 | 2,050 | 2,018 |

## 经济
勒伊是一个区域性的中心城市，当地共有各类用人单位247家，平均历史为18年，全部为中小型企业（PME）。 

## 财政收入
2018年，勒伊的财政收入总额为1,711,720欧元，财政支出总额为1,431,660欧元，当年的债务总额为1,799,280欧元。
2015年，勒伊的人均收入总额为2,513欧元，其中高职人员为3,507欧元，普通职员为1,820欧元。
2017年，勒伊境内的青壮年（15至64岁）失业率为8%，当地48.3%的家庭拥有纳税资格。

## 社会事务

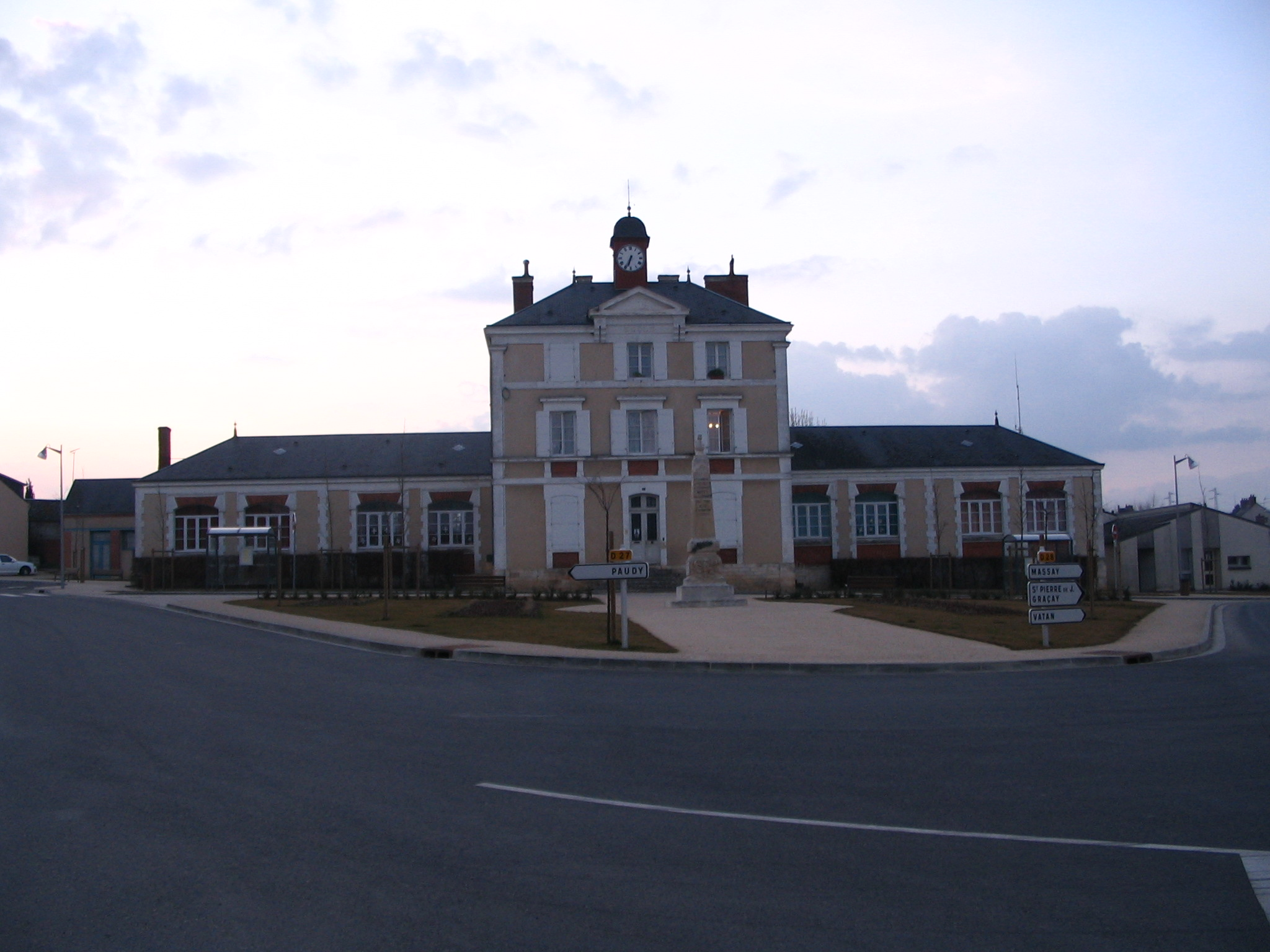
勒伊中心小学

### 教育
勒伊属于奥尔良-图尔学区。截止2019年1月1日，勒伊境内共有1所幼儿园和1所小学。

### 医疗
截止2019年1月1日，勒伊境内共有全科医生1名、牙医1名和护士5名。境内有1家药房。
距离勒伊最近的区域性医疗机构分别为维耶尔宗中心医院（Centre Hospitalier de Vierzon）和伊苏丹中心医院（Centre Hospitalier d'Issoudun）。

### 住房
2017年，勒伊境内共有各类住房1,200套，其中95.2%为独立式居民区，4.6%为集中式居民区。常住房屋占勒伊市镇范围内居民建筑总量的95.2%。

### 商业
2018年，勒伊境内共有各类实体商铺44家，其中餐厅5家、大型超市1家、面包房2家、肉铺2家、银行门店2家、美容美发店3家、汽车维修店2家。市区南部建有一家家乐福购物超市，并配有加油站。

### 体育
2019年，勒伊境内共有2处网球场和2处足球或橄榄球场。
勒伊体育俱乐部（U.S. Reuilly）是当地的一支足球队，2020至2021赛季参加安德尔省足球联赛。

### 环境
勒伊的环境事务由其所属的公共社区负责。2018年，勒伊境内暂无污染企业。

### 治安
2018年，勒伊市镇范围内有1处宪兵队。
2014年，勒伊及附近地区共发生各类案件1,669起，其中盗窃类案件972起，经济类案件220起，毒品交易类案件53起。

## 文化
2019年，勒伊境内暂无任何公共文化设施。

### 建筑
勒伊境内有多处法国国家文物保护单位。

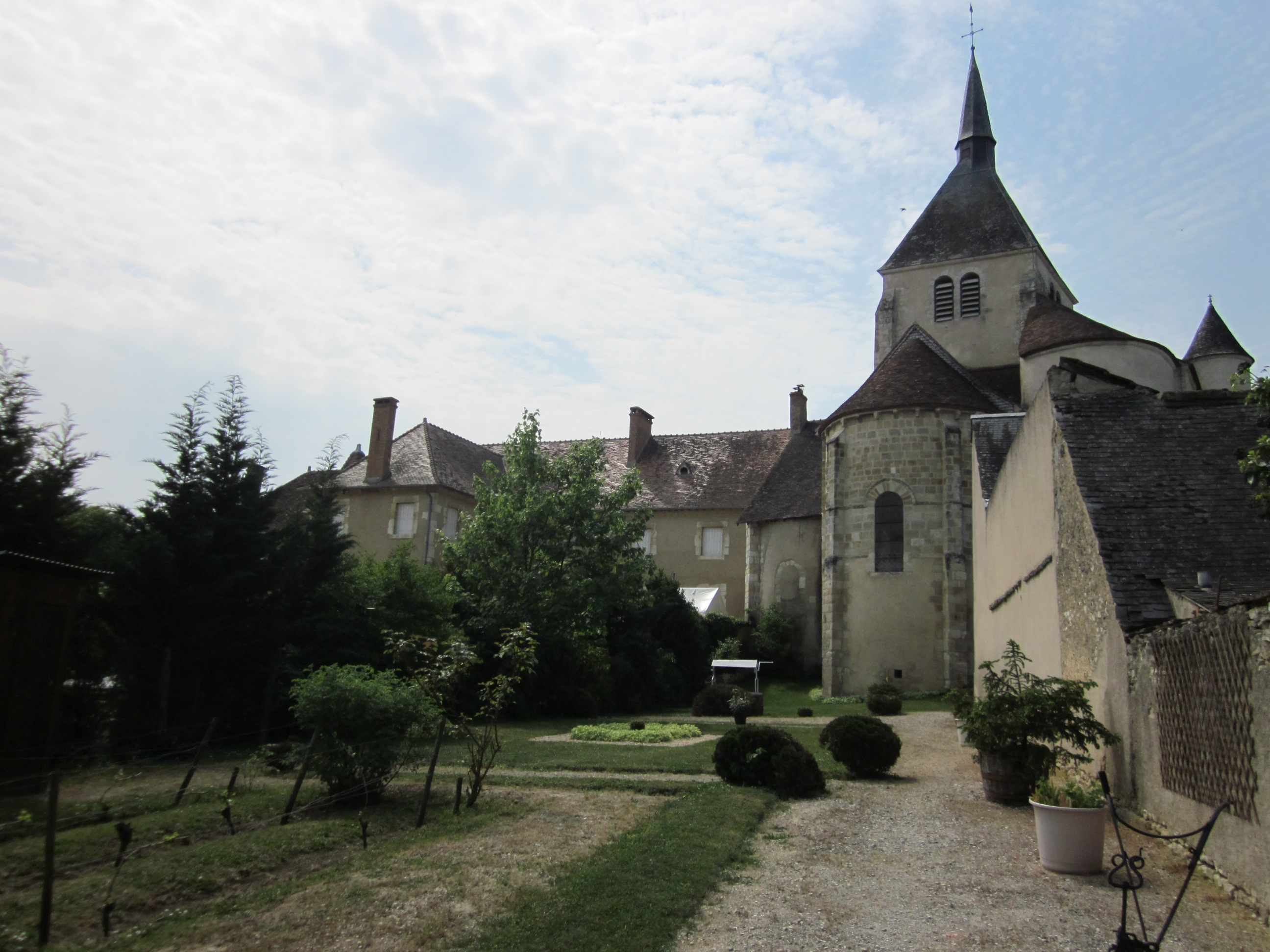
圣但尼教堂（法语：Église Saint-Denis de Reuilly）
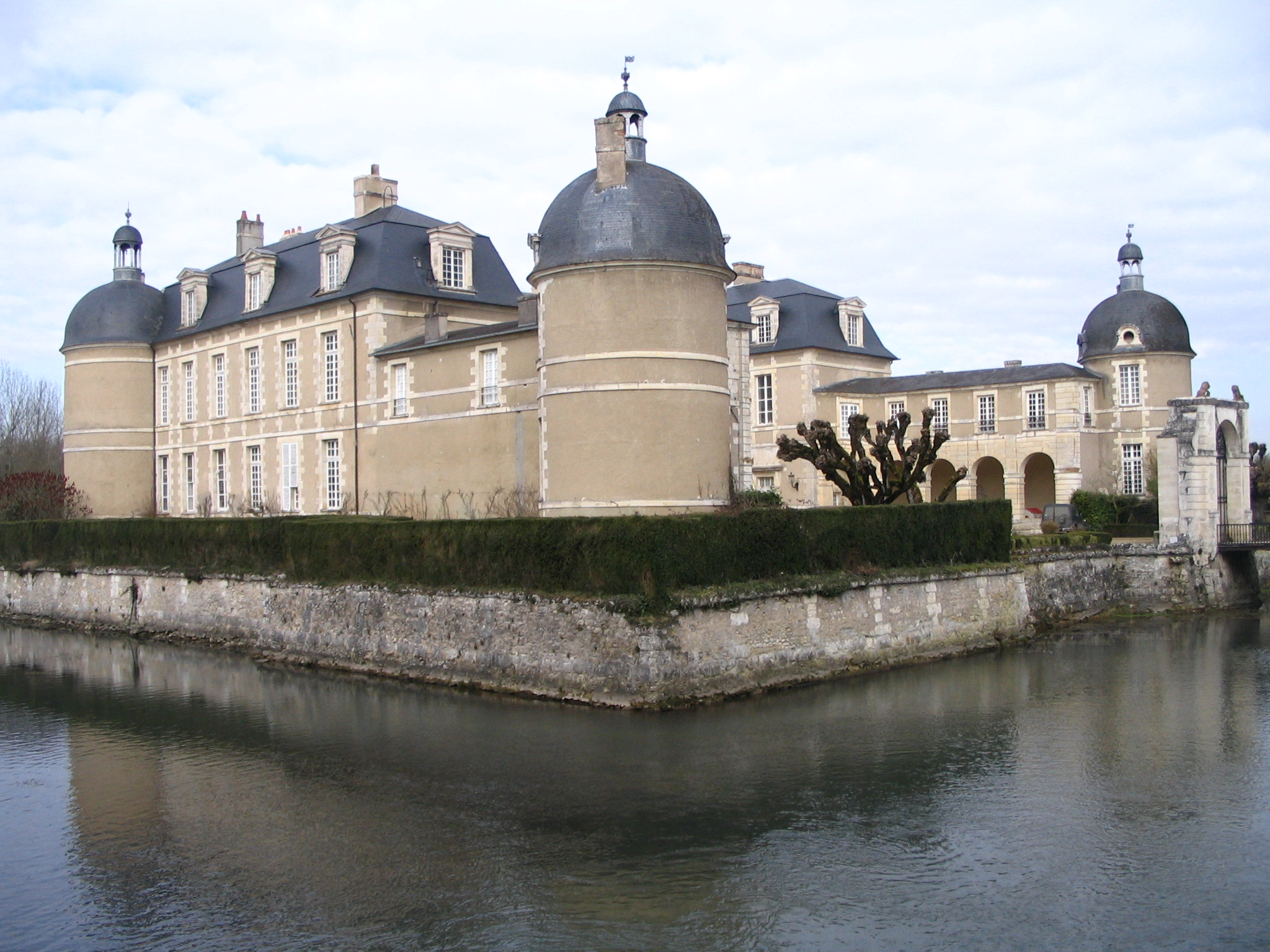
拉费泰城堡（法语：Château de la Ferté (Indre)）
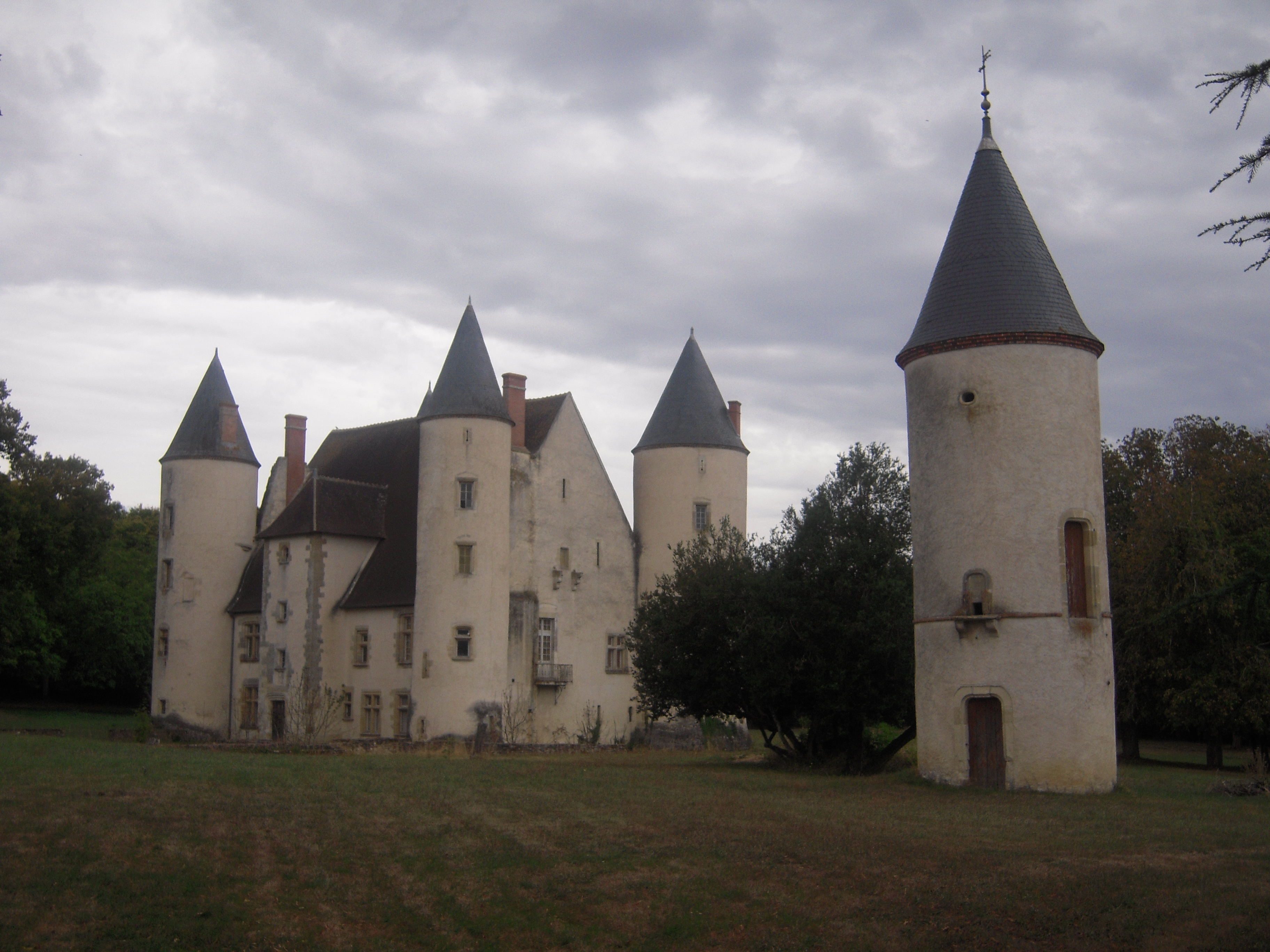
修道院
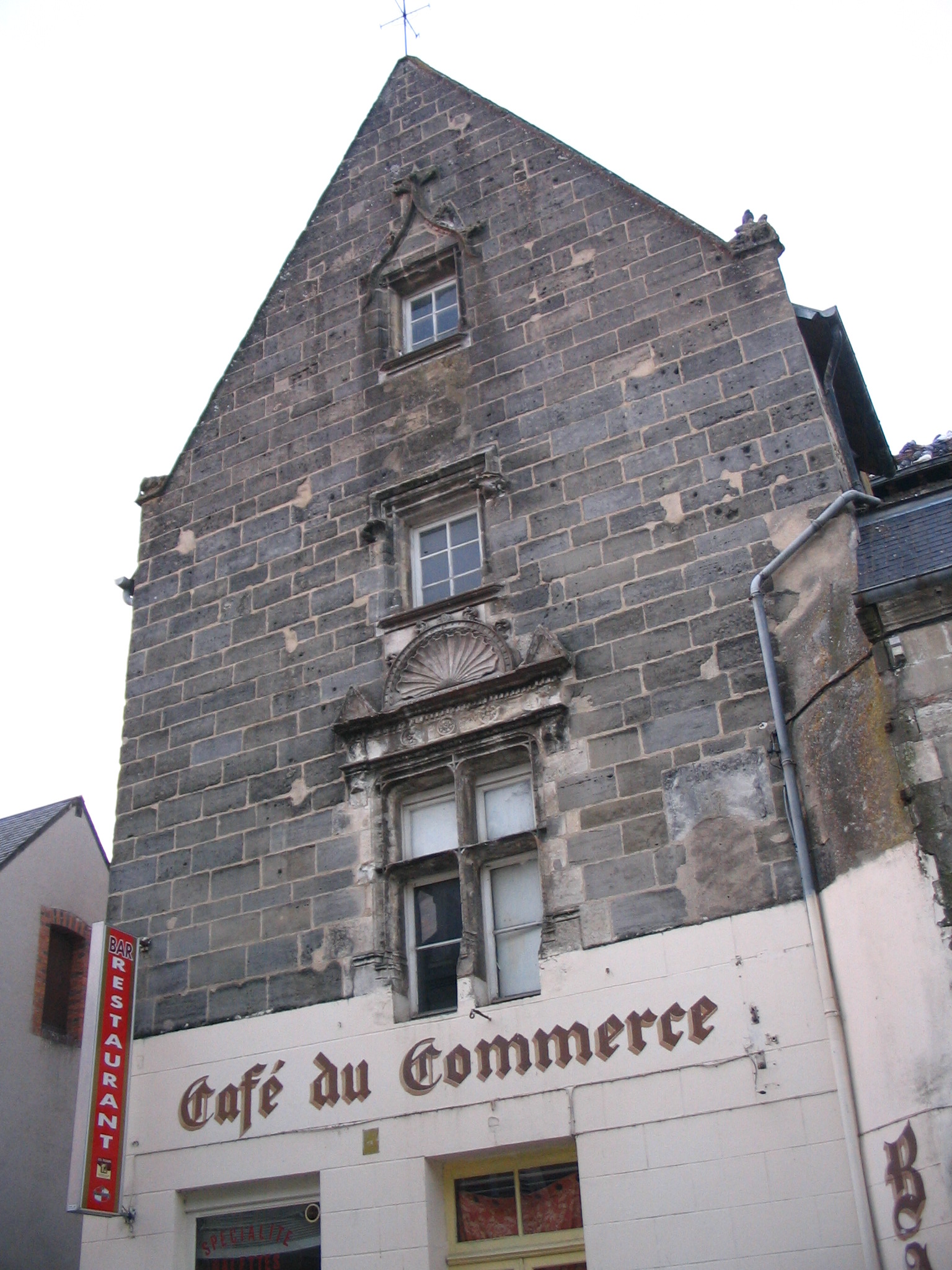
镇中心民居1
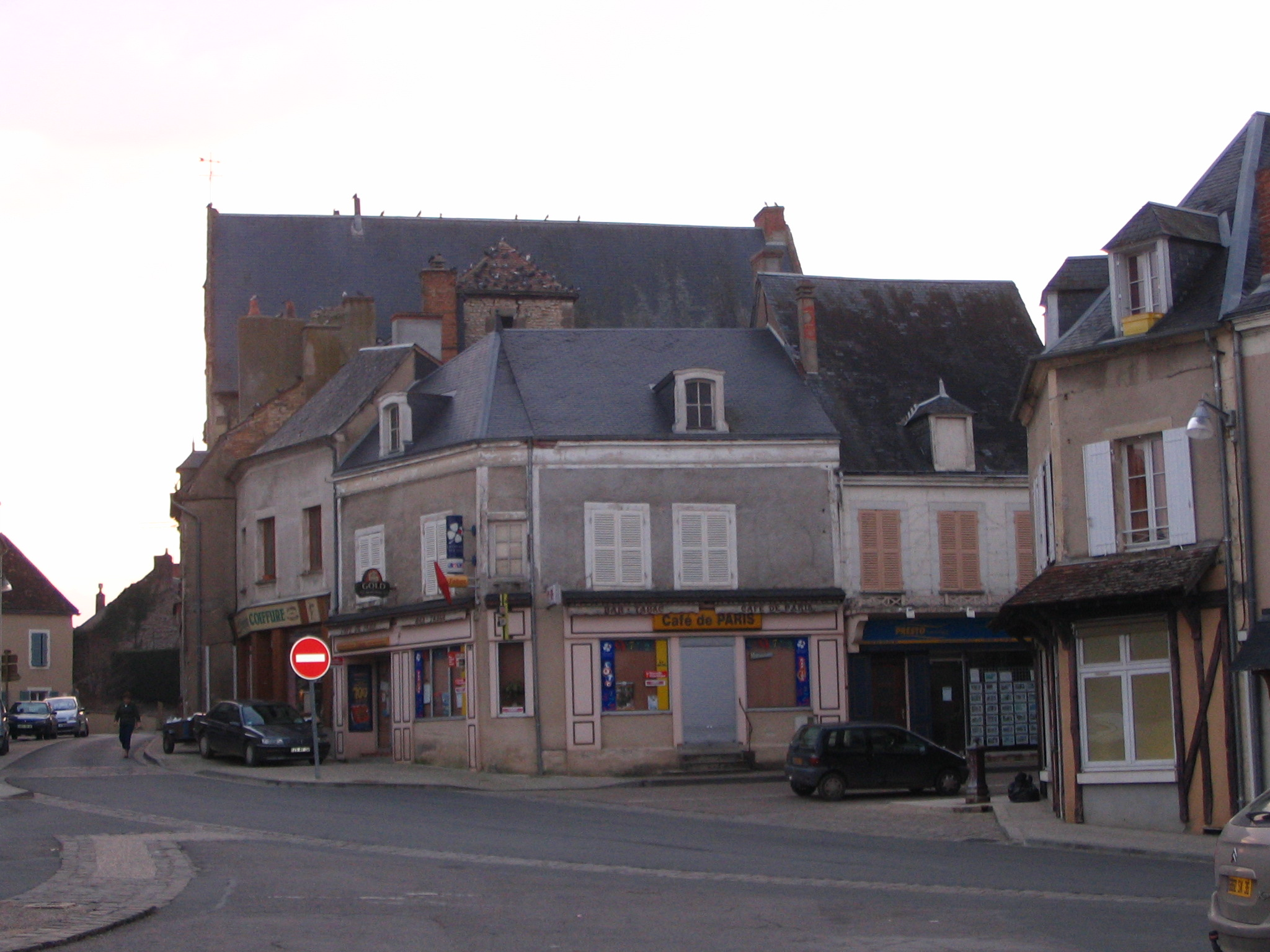
镇中心民居2

### 旅游
勒伊的旅游事务由其所属的公共社区负责。2020年，勒伊境内共有1家宾馆共计6间房间；另有1个露营地，可容纳共33辆露营车。

### 媒体
法国主要的媒体均可在勒伊接收，法国电视三台下属的中央-卢瓦尔河谷大区频道在部分时段播出勒伊所属区域的地方新闻。

## 友好城市
截至2021年1月，勒伊暂未建立任何友好城市关系。